# Timmendorfer Strand
Timmendorfer Strand é um município da Alemanha localizado no distrito de Ostholstein, estado de Schleswig-Holstein .